# سوسدلیتسه
سوسدلیتسه (به لاتین: Svésedlice) یک منطقهٔ مسکونی در جمهوری چک است که در ناحیه اولومووتس واقع شده‌است. سوسدلیتسه ۳٫۰۲ کیلومتر مربع مساحت و ۱۹۰ نفر جمعیت دارد و ۲۷۷ متر بالاتر از سطح دریا واقع شده‌است.